# 两色金鸡菊
两色金鸡菊（学名：Coreopsis tinctoria）又名金钱菊、蛇目菊、小波斯菊、天山雪菊、昆仑雪菊，为菊科金鸡菊属的植物，原产地北美洲，中国的湖北省、广东省、陕西省等地均有引种栽培，见于山坡草丛中，形成外来入侵物种。